# William F. Quinn
William Francis Quinn (13 de julho de 1919 - 28 de agosto de 2006) foi um político americano, sendo governador do Território do Havaí entre 1957 a 1959 e o primeiro governador do Estado do Havaí entre 1959 a 1962.